# Anteros principalis
Anteros principalis är en fjärilsart som beskrevs av Carl Heinrich Hopffer 1874. Anteros principalis ingår i släktet Anteros och familjen Riodinidae. Inga underarter finns listade i Catalogue of Life.